# Heinrich Schwaiger
Heinrich Schwaiger (Monaco di Baviera, ... – Kaprun, 15 agosto 1902) è stato un alpinista, imprenditore e scrittore tedesco, scalatore attivo nelle Alpi orientali, ma soprattutto nelle sue native Alpi bavaresi e nelle Alpi calcaree settentrionali, fu un abile maestro cordaio. Schwaiger possedeva una preziosa competenza nella fabbricazione di numerosi articoli per l'attrezzatura alpinistica e, da instancabile alpinista, conosceva a fondo le esigenze degli alpinisti, tanto che tutti gli articoli da lui realizzati si distinsero per la loro praticità e solidità. Le "scarpette da arrampicata" commercializzate dall'attività commerciale Schwaiger, diventarono, al pari della piccozza, un equipaggiamento tipico del periodo di ascesa dell'alpinismo di fine Ottocento.

## Biografia
Heinrich Schwaiger nacque a Monaco di Baviera e fu un alpinista di successo e un pioniere alpino della fine del 1800, uno dei primi alpinisti senza guida, soprattutto nel Karwendel e nel Wetterstein. Alla fine degli anni settanta dell'Ottocento si formò a Monaco un piccolo gruppo di alpinisti particolarmente capaci, tra cui Franz Kilger, lo stesso Heinrich Schwaiger e Alois Zott. Nel luglio 1881 Alois Zott, Josef Zametzer e Heinrich Zametzer salirono sul Totenkirchl attraverso un difficile camino, che successivamente venne nominato il "camino Zott", e poi attraverso il "camino Rose". Si trattò della seconda salita del Totenkirchl lungo una nuova via. Riuscirono a raggiungere il camino solo con l'aiuto di un rampino. Il 7 gennaio 1882 gli scalatori Ferdinand Kilger, lo stesso Heinrich Schwaiger, Josef e Heinrich Zametzer e Alois Zott effettuarono la prima ascensione invernale salendo da Platt alla vetta occidentale dello Zugspitze di 2 962 m, la cima più alta dei Monti del Wetterstein e allo stesso tempo la montagna più alta della Germania.
Instancabile pioniere della montagna, il maestro cordaio Schwaiger possedeva una preziosa competenza nella fabbricazione di numerosi articoli per l'attrezzatura alpinistica e conosceva approfonditamente le esigenze degli alpinisti, tanto che tutti gli articoli da lui prodotti si distinsero per la loro praticità e solidità. Il negozio di Schwaiger a Monaco di Baviera, nella via Rosental, era molto conosciuto. Anno dopo anno, numerosi amanti della montagna si rivolsero a Schwaiger per completare la propria attrezzatura e ricevere preziosi consigli dagli esperti. Grazie a ciò Schwaiger divenne noto e apprezzato anche in ambienti sempre più ampi. Schwaiger fu attivo anche in ambito letterario, i frutti della sua attività letteraria occuparono un posto importante nelle biblioteche alpine. Oltre ai numerosi articoli singoli pubblicati su riviste alpinistiche e sulla rivista "Alpenfreund", di cui fu direttore per un certo periodo, diventarono particolarmente note le sue guide speciali. Le sue guide attraverso i monti del Kaiser, del Karwendel, del Wetterstein e delle Alpi di Brandenberg furono opere esemplari, basate quasi esclusivamente su conoscenze acquisite personalmente sul campo e realizzate con la massima scrupolosità. Come alpinista, Schwaiger ebbe modo di conoscere gran parte delle Alpi orientali, ma soprattutto le sue native Alpi bavaresi e le Alpi calcaree settentrionali, al cui sviluppo ed esplorazione diede un grande contributo. Fu membro anche della "Turner-Alpenkränzchen Munich", sezione del Club Alpino Tedesco. 
Morì in Austria sul monte Moserboden nella valle di Kaprun per una polmonite nell'estate del 1902. Il corpo venne portato a Zell am See e traslato dall'obitorio in una processione cerimoniale fino alla stazione ferroviaria la sera del 16 agosto per il suo trasporto a Monaco di Baviera. Alla sua memoria nel 1902 gli fu dedicato il rifugio "Heinrich-Schwaiger-Haus" dal Club Alpino Tedesco della sezione di Monaco di Baviera. Il rifugio si trova a 2 802 m sopre il livello del mare, nel gruppo del Glockner (Austria), sopra il bacino idrico di Mooserboden sul Grosses Wiesbachhorn.

## Carriera alpinistica
- 1881 Primo tentativo all'Hochblassen, vetta principale dalla Grieskarscharte, 2 706 m, (Monti del Wetterstein);
- 1882 Primo tentativo all'Innere Höllentalspitze - versante sud-ovest, 2 737 m, (Monti del Wetterstein);
- 1882 Prima salita invernale allo Zugspitze, vetta ovest, 2 962 m, (Monti del Wetterstein);
- 1884 Primo tentativo alla Cima Grubenkar dal Vomperloch, 2 661 m, (Karwendel);
- 1887 Primo tentativo alla Punta Platten dal Grubenkar per la parete sud, 2 490 m, (Karwendel);
- 1894 Primo tentativo alla Vordere Brandjochspitze, cresta sud, 2 558 m, (Karwendel);
- 1924 Primo tentativo di superare il Madleinkopf - cresta sud - nord-est cresta, 2 907 m, (Gruppo del Verwall); prima salita del Koflerturm parete nord, 2 000 m (Karwendel); prima salita del Koflerturm parete sud, camino, 2 000 m (Karwendel); prima salita della cima del Schneekarlespitze est, cima sud-est, camino, 2 647 m (Alpi della Lechtal); prima salita della cima del Schneekarlespitze, cima est, parete sud-est, 2 647 m (Alpi della Lechtal); prima ascensione dello Schneekarlespitze-Westpfeilerriß, 2 647 m, (Alpi della Lechtal)[5].